# Voortgezet speciaal onderwijs
Voortgezet speciaal onderwijs (vso), is een vorm van onderwijs in Nederland die vier clusters kent.
Op vso-scholen is specifieke aandacht voor de handicap van leerlingen. Hierdoor heeft de leerling de mogelijkheid om aan dezelfde eindtermen te voldoen als in het regulier onderwijs. Dit gaat eventueel gepaard met een verlenging van de schooltijd, waardoor er meer tijd is voor het aanleren van vaardigheden. Speciaal onderwijs wordt vaak gegeven in kleine klassen en de docenten zijn specialist in dit type onderwijs.
Er is een arbeidsmarktstroom en een diplomastroom binnen het voortgezet speciaal onderwijs.  
Arbeidsstroom
- Praktijkonderwijs (pro)

Diplomastroom
- Vmbo
- Havo
- Vwo (op enkele vso-scholen)

Vso-scholen werken vaak samen met een reguliere school. De leerlingen blijven ingeschreven bij een vso-school, maar volgen het programma van de reguliere school of vavo. Van sommige vso-scholen doen leerlingen een staatsexamen. De leeftijdsgrens voor vso-onderwijs is 20 jaar. De inspecteur geeft dispensatie wanneer leerlingen binnen een jaar diploma kunnen halen.